# U・S
『U・S』（ユーエス）およびその後継番組『U・S改』（ユーエスかい）は、1997年4月4日から1999年9月30日まで日本テレビ系列で放送された日本テレビ製作のモータースポーツ情報番組。いずれも本田技研工業（ホンダ）の一社提供。

## 概要
金曜深夜の情報番組『WIN★』の放送枠縮小分を利用する形でスタートした深夜番組で、1997年からホンダが参戦したCART（後のチャンプカー・ワールド・シリーズ）に関する情報を中心に、アメリカのモータースポーツとライフスタイル全般を紹介していた。また、出演者のヒロミがCARTレースなどに挑戦する企画も併せて行っていた。初期にはアメリカでスカイダイビングロケを行ったことがあり、これが彼がスカイダイビングに興味を持つきっかけになった。
当初は金曜深夜枠で放送されていたが、1998年秋の改編を機に木曜深夜枠へ移動した。また、これを機にタイトルを『U・S改』と改めた。改題後も引き続きCARTレースへの挑戦企画を放送し、さらには「日本テレビCARTファンクラブ」なるものを結成してCARTファンの拡大に努めるなど、その活動はますます本格化していった。ほかに、元スキーノルディック選手の荻原次晴が自転車でオーストラリアを横断する企画も実施していた。

## 放送時間
いずれも。

### U・S
- 金曜 24:45 - 25:15 （1997年4月 - 1997年9月） - 『金曜ロードショー』の放送状況により、30分あるいはそれ以上の遅れを伴うことがあった。
- 金曜 24:50 - 25:20 （1997年10月 - 1998年9月） - 24:45枠で『i・z』がスタートしたため、以後は5分遅れで放送。

### U・S改
- 木曜 24:20 - 24:50 （1998年10月 - 1999年3月）
- 木曜 24:12 - 24:47 （1999年4月 - 1999年9月）

## 出演者

### U・S
- ヒロミ
- キャサリン
- 服部尚貴
- 大原かおり

### U・S改
- ヒロミ
- 池田笑子
- 荻原次晴
- 冴場都夢
- 日本テレビCARTガールズ
- ほか、CARTレース会場での公開収録では安西ひろこやBOOMERらが出演。

## スタッフ
- ディレクター：大山昌作
- プロデューサー：柴田哲志
- 現地コーディネーター：河合直行、デビット・ウルビナ、石川泰清（RASプロダクション）